# دورا ويلي
دورا ويلي (بالإنجليزية: Dora Wiley)‏ هي مغنية ومغنية أوبرا وممثلة أمريكية، ولدت في 1852 في بوكسبورت في الولايات المتحدة، وتوفيت في 2 نوفمبر 1924 في سكيرديل في الولايات المتحدة.